# Флотація графітових руд
Флотація графітових руд

## Характеристика вихідного матеріалу
Див. докладніше: Графітові руди
Графітові руди залежно від структури графіту підрозділяються на лускаті, щільнокристалічні і прихованокристалічні. Найбільшу цінність являють лускаті руди, в яких графіт знаходиться у вигляді окремих кристалів у формі лусок розміром до декількох міліметрів. Заваллівське родовище графіту (в межах Українського щита) представлене в основному рудами лускатого типу. Щільнокристалічні руди містять велику кількість (до 60 – 70 %) графіту з розміром лусок менше 0,1 мм, у прихованокристалічних рудах розміри кристалів не перевищують 1 мкм.
Графіт належить до найбільш легкофлотованих мінералів, але його флотованість залежить від крупності кристалів, характеру домішок і ступеня окиснення поверхні.

## Режимні параметри флотації графіту
Флотацію графіту звичайно проводять з використанням гасу (0,2 – 2,5 кг/т) і спінювача (соснового масла, Т-66 і ін.) у лужному (рН = 8 – 10) або кислому (рН = 4 – 5) середовищі, яке створюється содою, вапном або сірчаною кислотою. Природний аполярний характер кристалів графіту, їхня луската форма і мала густина обумовлюють легку флотованість графіту і дозволяють флотувати досить крупні частинки.

## Схеми і особливості флотації різновидів графітових руд

Схема флотації крупнолускатої графітової руди

До схем флотаційного збагачення графітових руд висувають такі основні вимоги: мінімальні витрати на подрібнення; максимальний вихід крупнолускатого графітового концентрату; низька зольність концентратів.
Легше інших флотуються лускаті руди. Якщо у рудах міститься значна кількість карбонатних породних мінералів, для депресії їхньої флотації застосовують рідке скло, для депресії флотації слюди – флуористий натрій. 
З метою скорочення витрат на подрібнення основна маса відвальних хвостів виділяється у операції основної рудної флотації після грубого подрібнення (до 45 – 55 % класу – 0,074 мм), оскільки для графітових руд є характерним агрегатне вкраплення. Подрібненню до кінцевої крупності піддають тільки концентрат. Кондиційні концентрати (зольністю 4 – 5 %) отримують тільки після багатьох перечисток (до 8) при стадіальному подрібненні. Готовий концентрат містить 93 – 95 % вуглецю при вилученні понад 90%. 
Флотація щільнокристалічних руд здійснюється майже так само, як і лускатих, але з меншою швидкістю. Зменшення швидкості флотації щільнокристалічних руд обумовлено наявністю у них деякої кількості зерен прихованокристалічного графіту (до 15 – 25 %), який повільніше флотується і вимагає більш тонкого подрібнення. В прихованокристалічних рудах звичайно містяться органічні речовини, які депресуюче діють на флотацію графіту. При флотації при-хованокристалічних руд не вдається отримати відвальні хвости, які у цьому випадку використовують як низькосортний ливарний графіт.
Графіт використовують у виробництві вогнетривів, електротехнічного обладнання, мастил, олівців, у ядерній техніці.